# Toxicodendron griffithii
Toxicodendron griffithii är en sumakväxtart som först beskrevs av Joseph Dalton Hooker, och fick sitt nu gällande namn av Carl Ernst Otto Kuntze. Toxicodendron griffithii ingår i släktet Toxicodendron och familjen sumakväxter.

## Underarter
Arten delas in i följande underarter:
- T. g. barbatum
- T. g. microcarpum